# Victor Cavendish, 9.º Duque de Devonshire
Victor Christian William Cavendish, 9.º Duque de Devonshire KG GCMG GCVO TD KStJ PC JP FRS (Londres, 31 de maio de 1868 – Derbyshire, 6 de maio de 1938) foi um pariato e político britânico que serviu como Governador-geral do Canadá de 1916 a 1921 e depois como Secretário de Estado para as Colônias de 1922 a 1924.